# فرودگاه چیلترن پارک
فرودگاه چیلترن پارک (به انگلیسی: Chiltern Park Aerodrome) یک فرودگاه خصوصی است که یک باند فرود چمن دارد و طول باند آن ۵۵۰ متر است. این فرودگاه در کشور انگلستان قرار دارد و در ارتفاع ۵۵ متری از سطح دریا واقع شده‌است.